# سردر

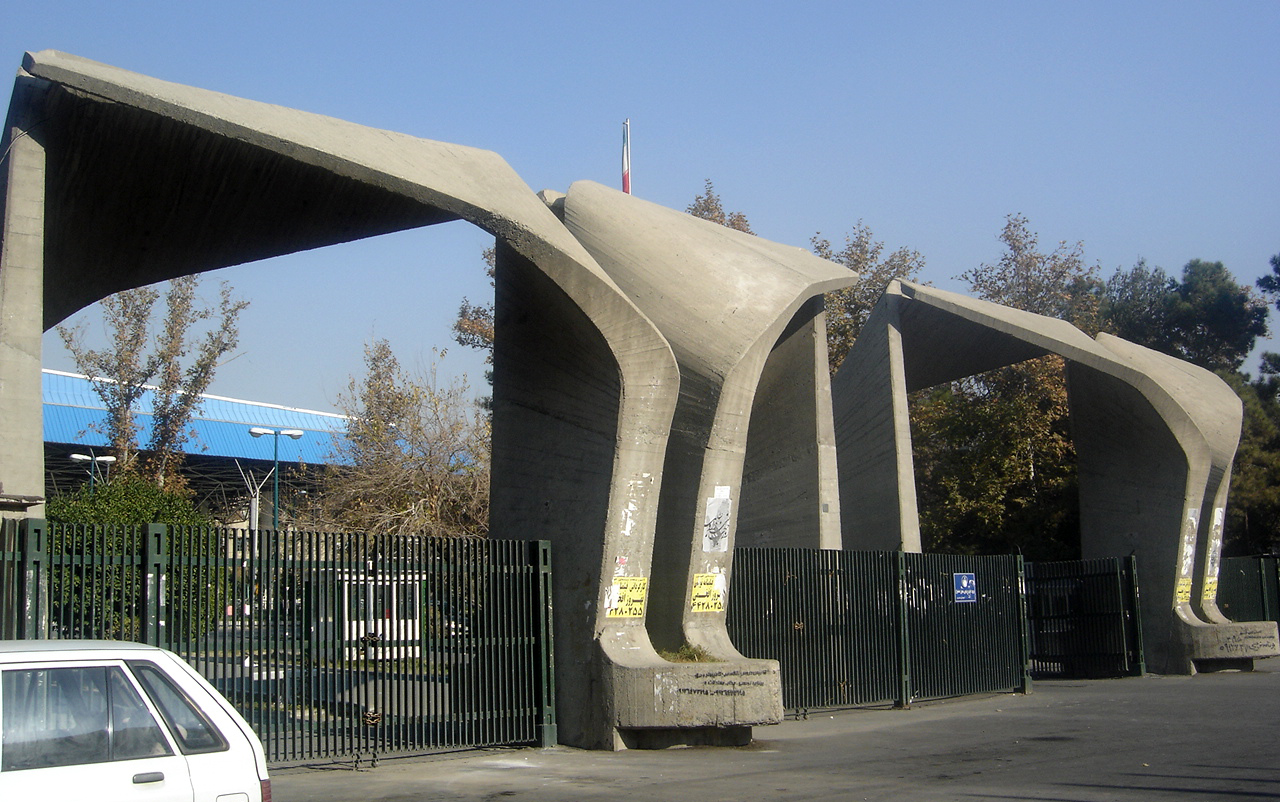
سردر دانشگاه تهران

به دروازه‌های بزرگ ورود به ساختمان‌ها یا محوطه‌های ویژه، سَردَر می‌گویند. در محل سردر نهادها و مراکز مهم معمولاً سازه‌های ویژه‌ای ساخته می‌شود تا بتوان ورودی اصلی آن‌ها را به راحتی پیدا کرد. بسیاری از مراکز آموزشی مهم در دنیا دارای سردرهای مشخص با معماری زیبا هستند که با نام خود بین افراد شناخته شده‌اند. این سازه‌ها معمولاً نقش نمادینی نیز دارند و شکل آن‌ها با موضوع فعالیت مربوطه سازمان ارتباط دارد. معمولاً برای نهادهایی مانند مسجدهای مهم، کلیساها، ساختمان‌های دولتی، وزارت‌خانه‌ها، دادگستری‌ها و همچنین مدارس دینی و مساجد و کاروان‌سراها سردرهای بزرگ ساخته می‌شوند. از مشهورترین سردر اماکن در ایران می‌توان به سردر دانشگاه تهران، سردر باغ ملی و سردر قیصریه اشاره کرد.
کارل گوستاو یونگ، روان‌شناس شناخته شده در نگره «انسان و سمبل‌هایش» می‌گوید: نمادهایی که انسان‌ها از دیدگاه نوع معماری، ساختمان نما، سردر، و تندیس‌ها می‌سازند و برپا می‌کنند، نماد از باورها و اعتقادات آن‌هاست.
سردرها به عنوان نمایه‌ای از مراکز مهم شهر، در ذهن افراد شکل بسته‌اند. اکثر اماکن مهم دنیا به شکل سردرهایشان معروف‌اند. سردرها در انواع مختلف و کاربری گوناگونی ساخنه می‌شوند. معماری آنها اغلب منحصر به فرد و مفهومی است به گونه‌ای که از سایر سازه‌ها متمایز باشند.

## نگارخانه

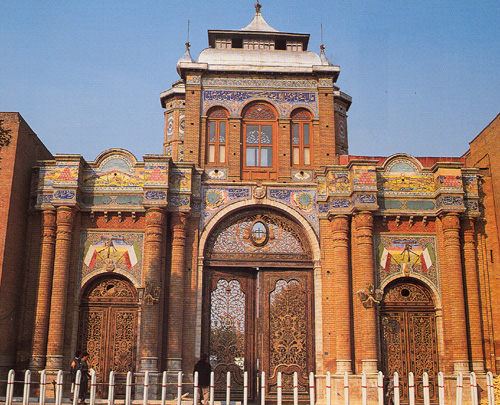
سردر باغ ملی
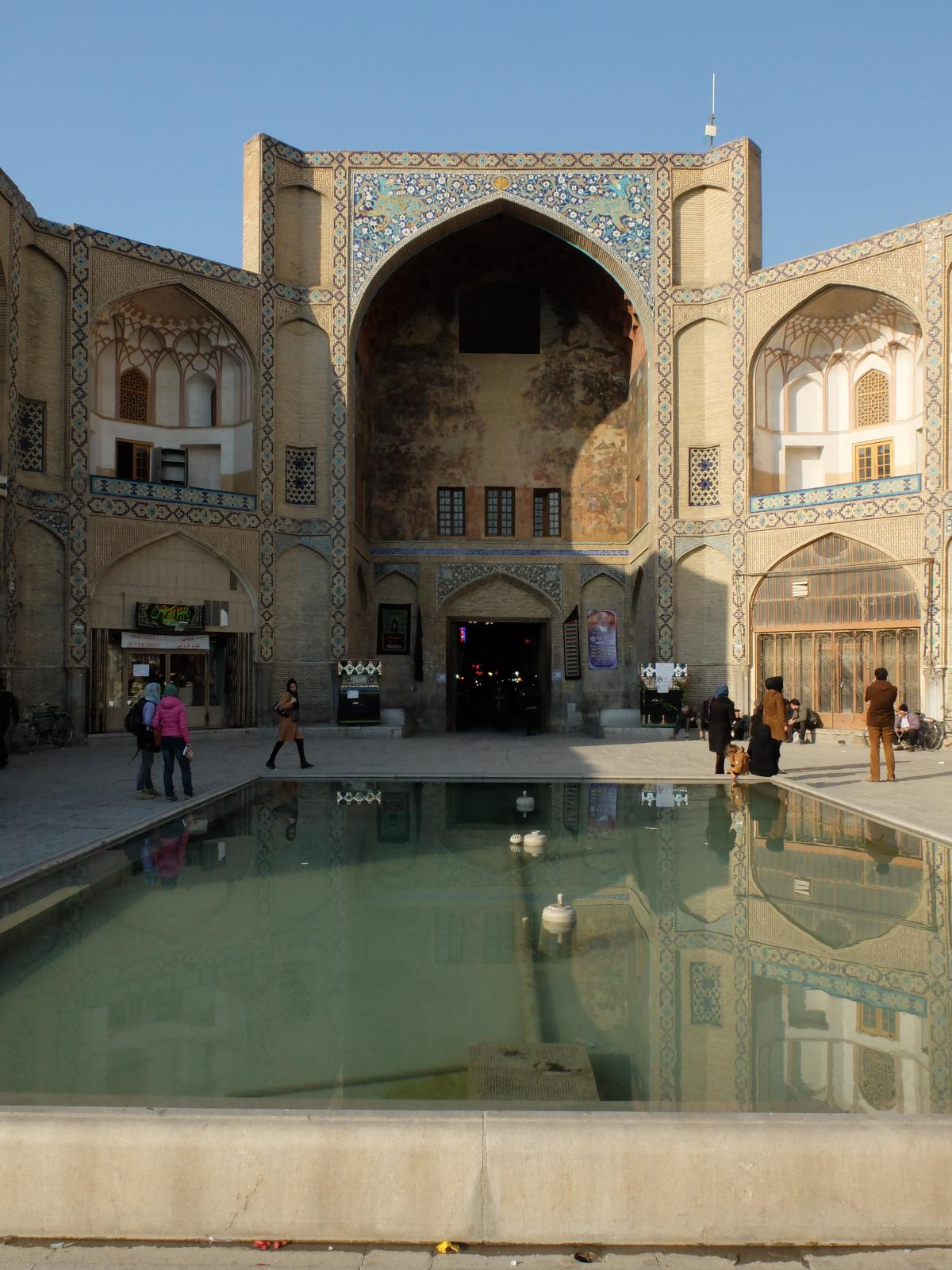
سردر قیصریه
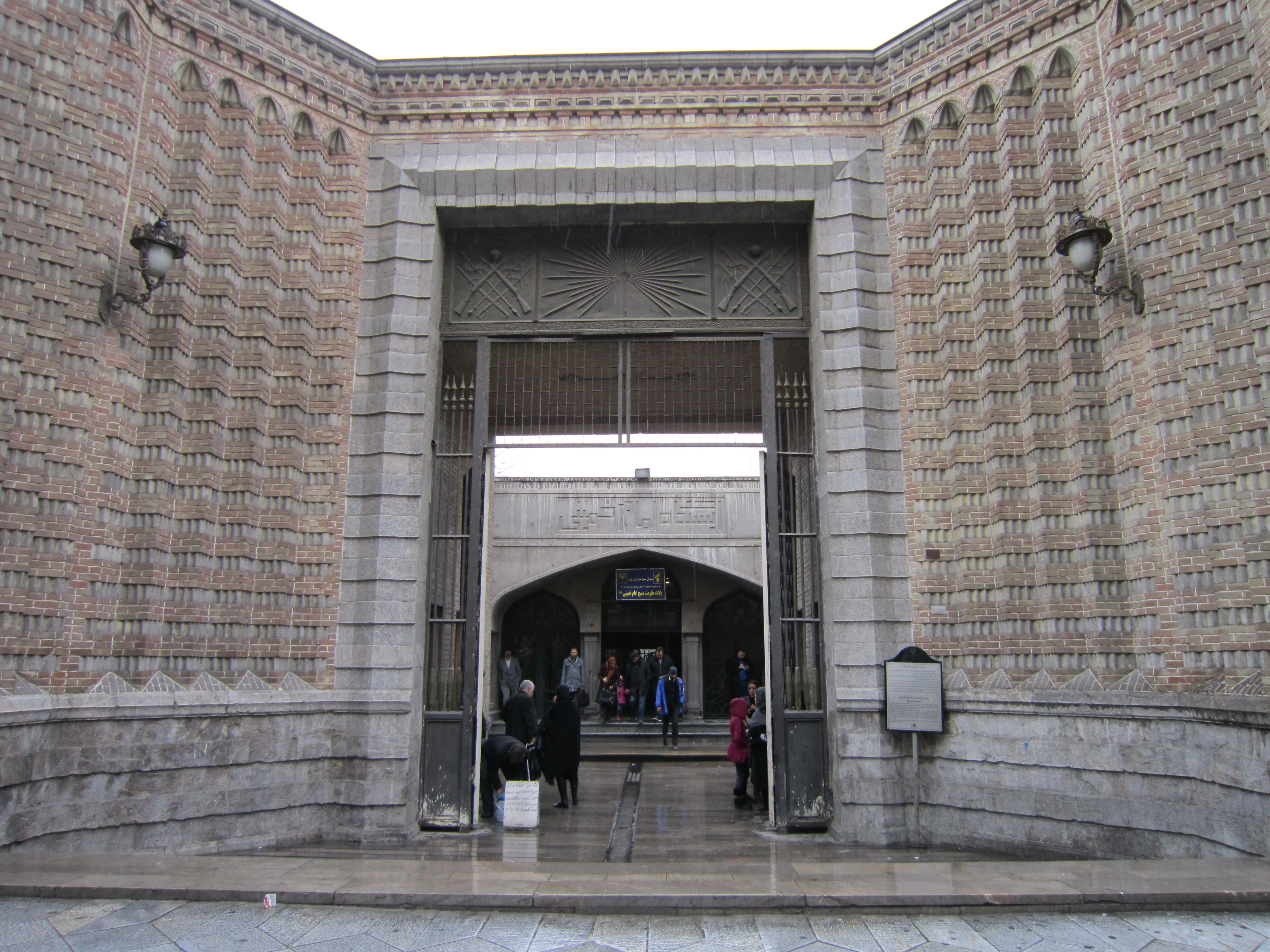
سردر قورخانه تهران
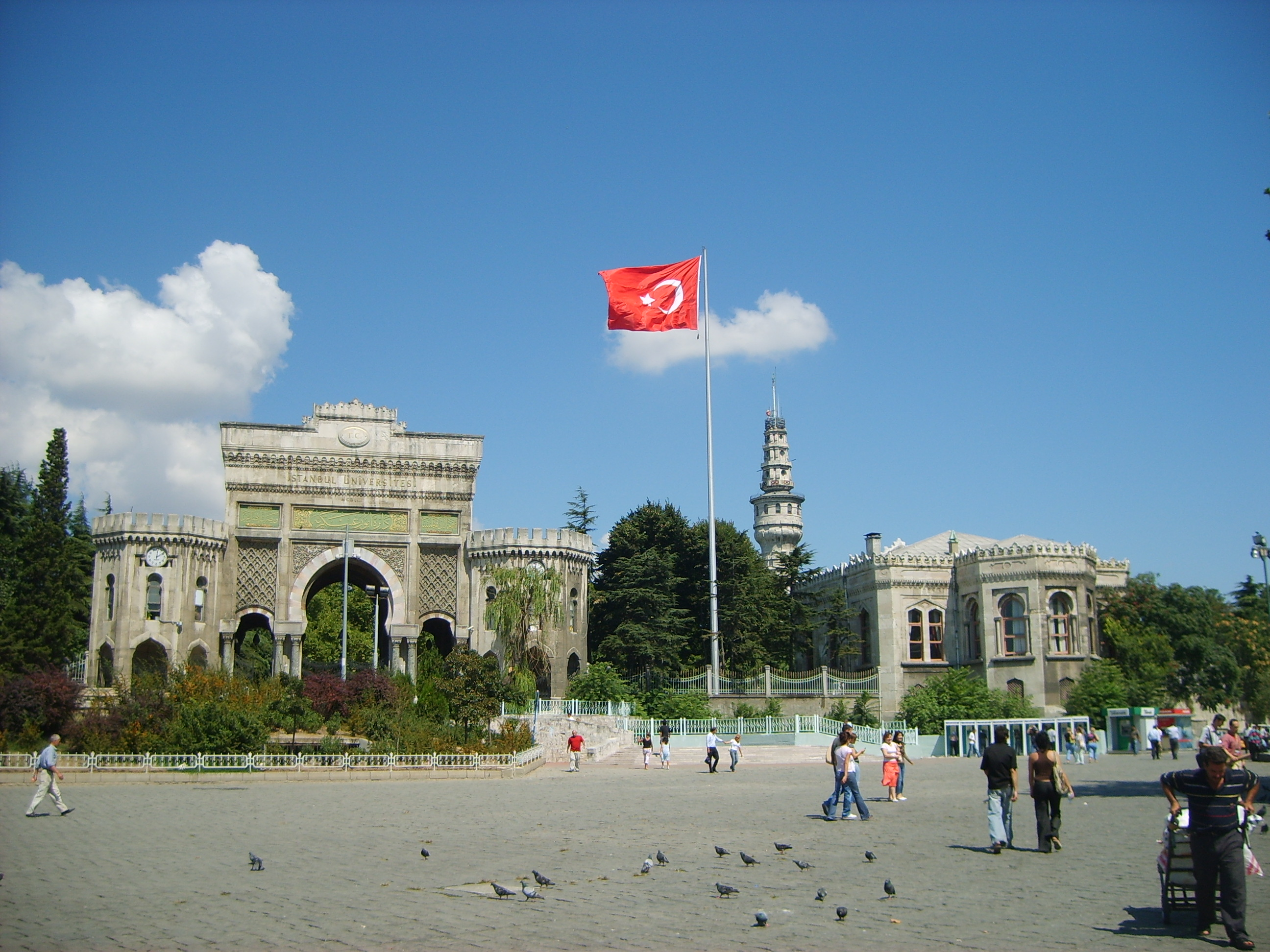
سر در دانشگاه استانبول
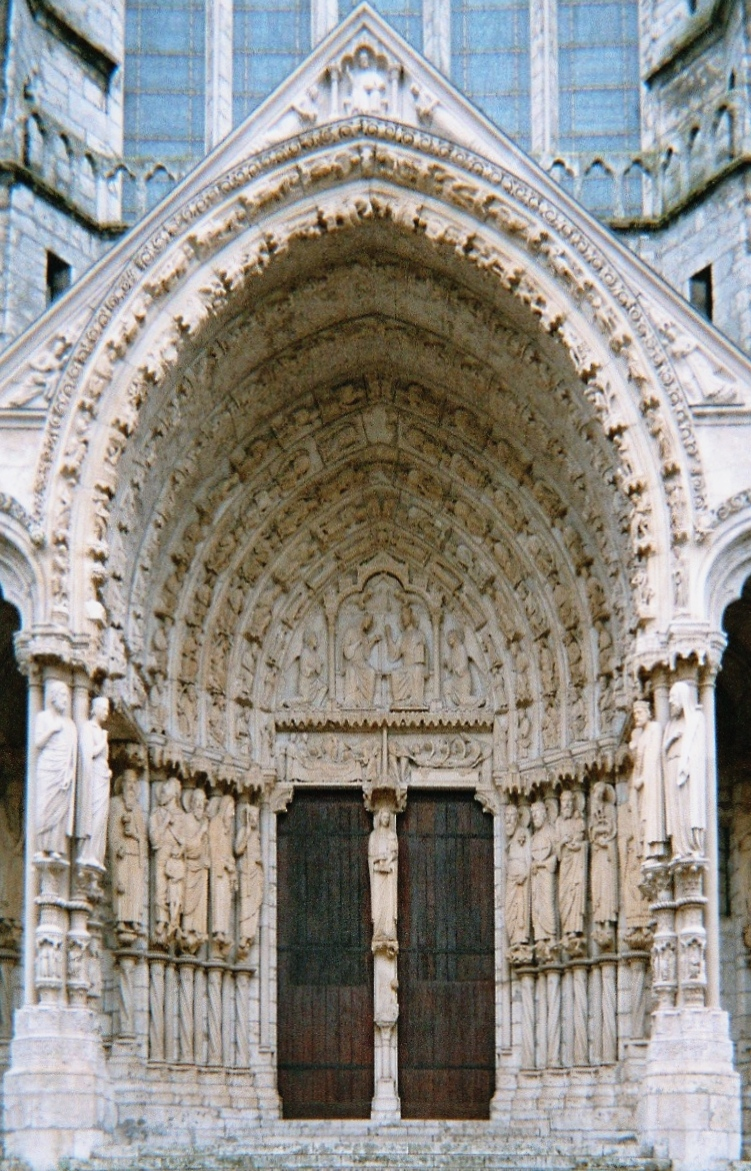
سر در کلیسای جامع شارتر
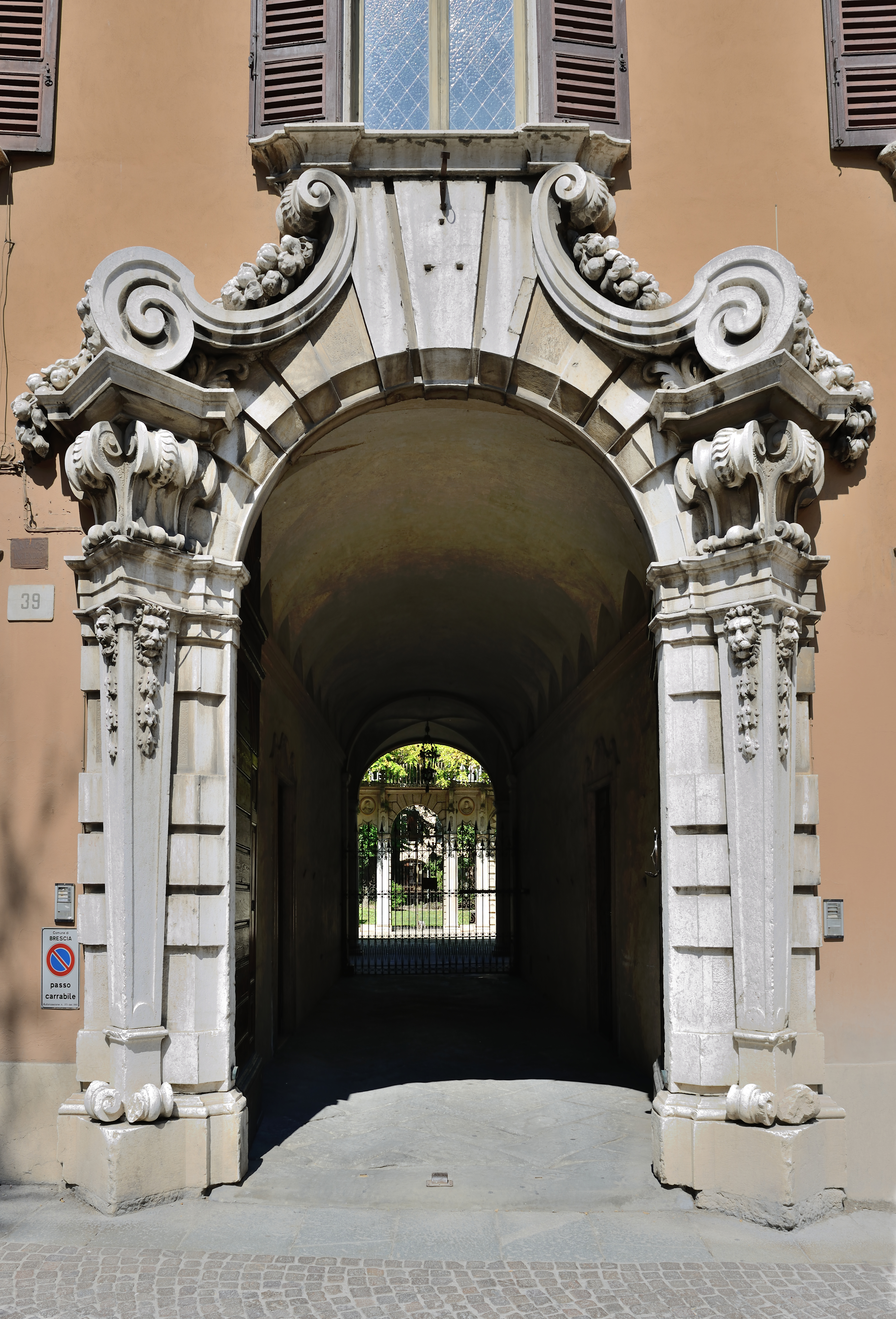
سر در دوره باروک در برشا
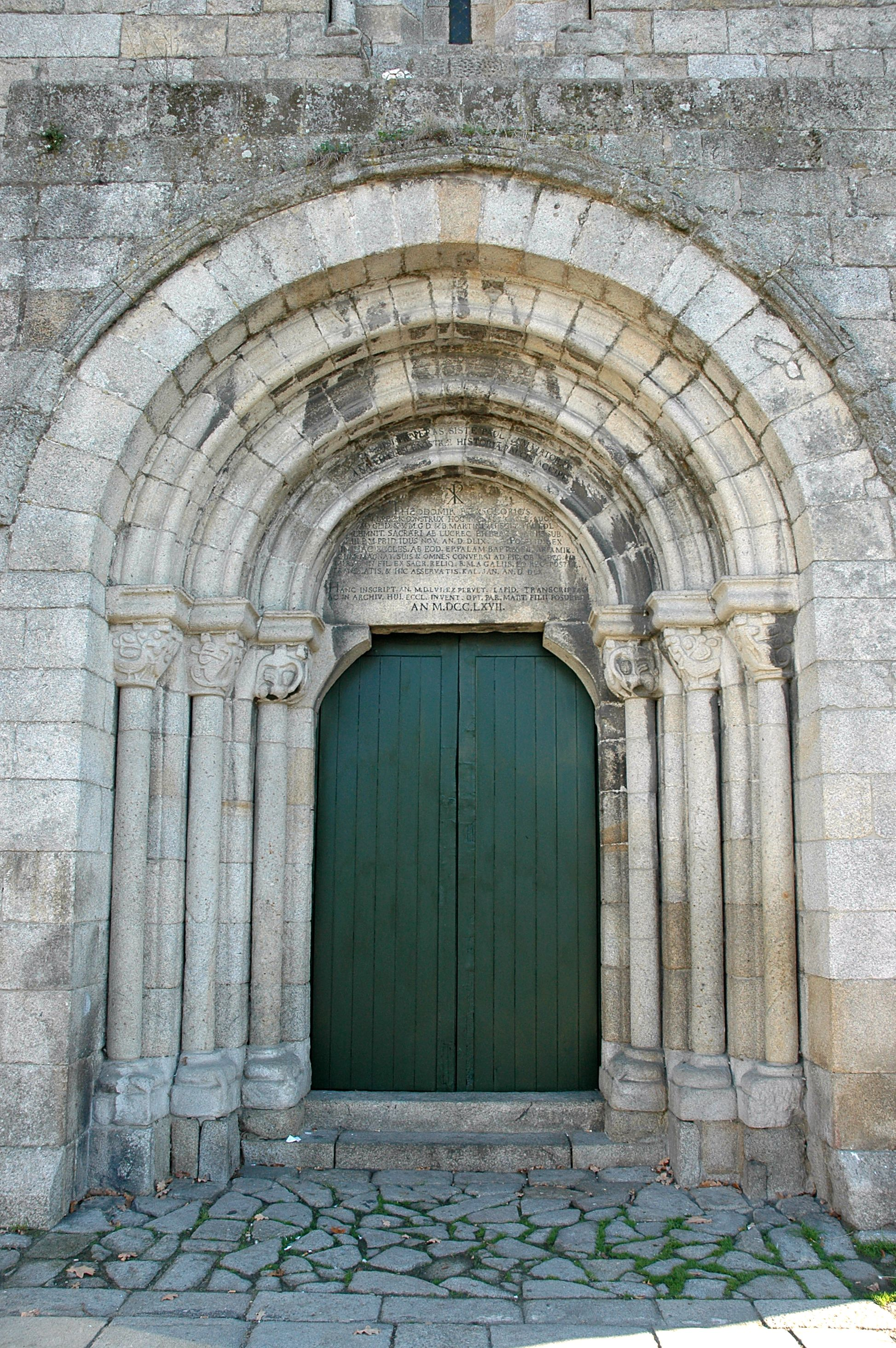
تاق قوسی